# Formica tripartita
Formica tripartita är en myrart som beskrevs av Théobald 1937. Formica tripartita ingår i släktet Formica och familjen myror. Inga underarter finns listade i Catalogue of Life.